# Gmina Mońki
Gmina Mońki je polská městsko-vesnická gmina v okrese Mońki ve Podleském vojvodství. Sídlem gminy je město Mońki.

## Vesnice a osady
Ke gmině kromě města Mońki patří 42 vesnic a osad. Pod městsko-venkovskou gminu Mońki (celkem 15 077 obyvatel) spadají kromě samotného města Mońki následující místa:
- Vesnice – Boguszewo, Ciesze, Czekołdy, Dudki, Dudki-Kolonia, Dzieżki, Dziękonie, Hornostaje, Hornostaje-Osada, Jaski, Kiślaki, Koleśniki, Kołodzież, Konopczyn, Kosiorki, Kropiwnica, Krzeczkowo, Kuczyn, Kulesze, Lewonie, Łupichy, Magnusze, Masie, Mejły, Moniuszeczki, Oliszki, Ołdaki, Potoczyzna, Przytulanka, Pyzy, Rybaki, Rusaki, Sikory, Sobieski, Świerzbienie, Waśki, Wojszki, Zalesie, Zblutowo, Znoski, Zyburty, Żodzie.

## Obyvatelstvo
Město mělo v roce 2014 celkem 15 077 obyvatel.

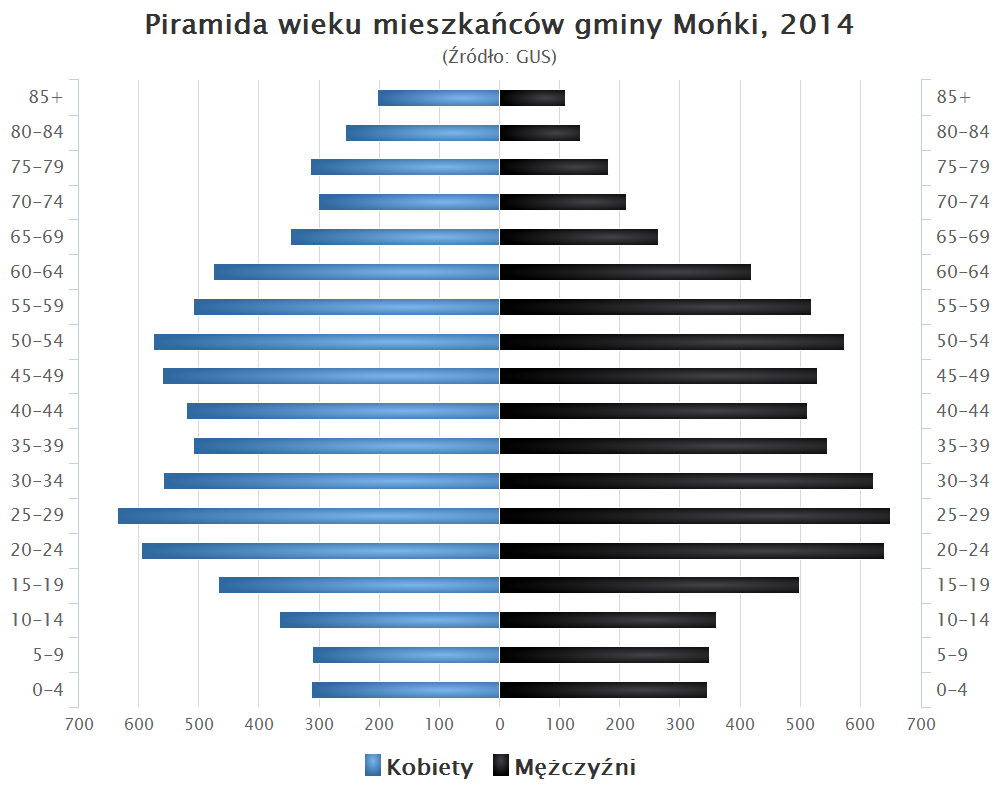
Věková struktura obyvatelstva